# Muscle antérieur du cou
 (mai 2018).
Si vous disposez d'ouvrages ou d'articles de référence ou si vous connaissez des sites web de qualité traitant du thème abordé ici, merci de compléter l'article en donnant les références utiles à sa vérifiabilité et en les liant à la section « Notes et références ».

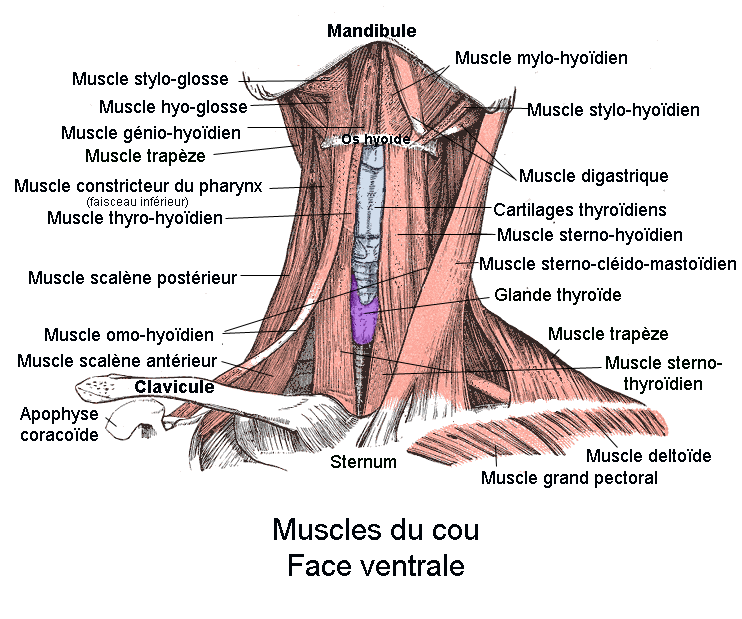
Muscles du cou, sur une vue ventrale.

Les muscles antérieurs du cou sont disposés en 3 groupes :
- Profond
- Intermédiaire
- Superficiel

## Muscles profonds
Les muscles profonds sont décomposés en 2 catégories : les pré-vertébraux et les latéro-vertébraux

### Pré-vertébraux
Les pré-vertébraux sont le muscle long du cou, le muscle long de la tête, et le muscle droit antérieur de la tête (partie du muscle sub-occipital).

### Latéro-vertébraux
Les muscles latéro-vertébraux sont le muscle droit latéral de la tête (partie du muscle sub-occipital), les muscles inter-transversaires, et le muscle scalène antérieur.

## Muscles intermédiaires
Les muscles intermédiaires sont en deux groupes : les infra-hyoïdiens et les suprahyoïdiens.

### Sous-hyoïdiens
Les muscles infra-hyoïdiens sont le muscle sterno-thyroïdien (profond), le muscle thyro-hyoïdien (profond), le muscle sterno-hyoïdien (superficiel) et le muscle omo-hyoïdien (superficiel).

### Supra-hyoïdiens
Les muscles supra-hyoïdiens sont le muscle mylo-hyoïdien, le muscle génio-hyoïdien, le muscle digastrique et le muscle stylo-hyoïdien.

## Muscles superficiels
Les muscles superficiels sont le muscle sterno-cléido-mastoïdien, avec ses deux parties profonde et superficielle, et le muscle platysma.